# 白井珠希
白井 珠希（しらい たまき、本名：白井 珠希ディア、1985年9月10日 - ）は、日本の女優。神奈川県出身。血液型はO型。
子役時は本名で活動し、劇団ひまわり（砂岡事務所）に所属。またSPLASHという女性アイドルグループでも活動していた。メキシコ人と日本人のハーフ。

## 出演

### テレビ
- 英語であそぼ（1992年 - 1995年、NHK教育テレビ）
- 相棒 season15 第17話（2017年3月1日、テレビ朝日） - タワーマンションのコンシェルジュ 役
- 連続テレビ小説 半分、青い。 第85話（2018年7月9日、NHK）

### CM
- タカラ（1991年）
- カシオ ピッキートーク（1997年）
- アース製薬  (2021年)

### 広告
- ダンスビデオ　「KIDS　ON　THE　BEAT」（1994年）
- カシオ カシオキッズカタログ（1997年）
- METTRE du AiR（2006年）
- フォトスタジオ　Star Maker（2005年 - 2007年）

### 舞台
- 幕末わんぱく塾（1998年） - 千代 役
- 凧の箱第1回公演　『なにげないもの』（2006年） - ロロルル 役
- ワニモール3 『ワニモール接続』（2006年）
- ミステリーナイト『コウモリ村の掟〜その村は地図から消された〜』（2009年） - 柳田奏恵 役
- 演劇ユニット「FLAT」 『モノクローム』（2010年）
- 劇団かさぶた改名公演 『リスタート〜無笑の教え〜』（2010年） - 謎の女 役
- 1.5オーストラ 『トーキョービッチ，アイラブユー』（2010年） - お初 役
- TokyoClassic劇的ライブVol.1舞台 『オーバー オーバー オーバー』（2010年） - 堂本羽美 役
- 劇団かさぶた序章公演『ピエロが集う場所』（2010年） - シライタマキ 役
- オーストラ『チャイムが鳴り終わるとき』（2011年）
- オーストラ『ロンググッドバイ』（2012年）
- オーストラ『くちづけ』（2012年）

### ミュージカル
- サウンド・オブ・ミュージック（1992年） - マルタ 役
- スクルージ -クリスマス・キャロル-（1994年・1997年・1999年、東京芸術劇場） - キャシー・クラチット 役
- 美少女戦士セーラームーン（1995年 - 1996年、サンシャイン劇場  他） - ちびうさ / セーラーちびムーン 役　※2代目
- DREAM　WORKS（1998年）
- アシタノアタシカナタノアナタ（2001年） - ハナ 役
- 森は生きている（2005年7月8日 - 12日、アートスフィア） - 女官 / ウサギ 役
- 民主党キャラバン 政策アピールミュージカル（2007年6月21日 - 7月11日）

### ライブ
- 代官山 晴れたら空に豆まいて（2010年12月12日）
- 高田馬場 四谷天窓.comfort（2011年1月10日）
- 池袋 鈴ん小屋（2011年1月28日）

### ショー
- D・H＋公演「クリスマスの奇跡」（2001年）
- 長井慎平ダンススタジオ“Christmas　Party”（2004年） - ゲスト出演
- フィットネス横浜（2005年）
- 秋山竜次(ロバート)PRESENTS! クリエイターズ・ファイル展（2016年9月27日 - 10月2日） - イベント司会進行
- 東京クリエイターズ・ファイル祭-池袋クリエイティブ大作戦-（2017年4月28日） - オープニングセレモニー司会進行

### その他
- 森は生きている（2007年） - 制作側として参加
- クリエイターズ・ファイル Vol.01 特典DVD映像「Special Feature.2:YOKO FUCHIGAMI 新作発表!?」（2016年） - 記者会見アナウンサー 役